# Kostüm (Damenkleidung)

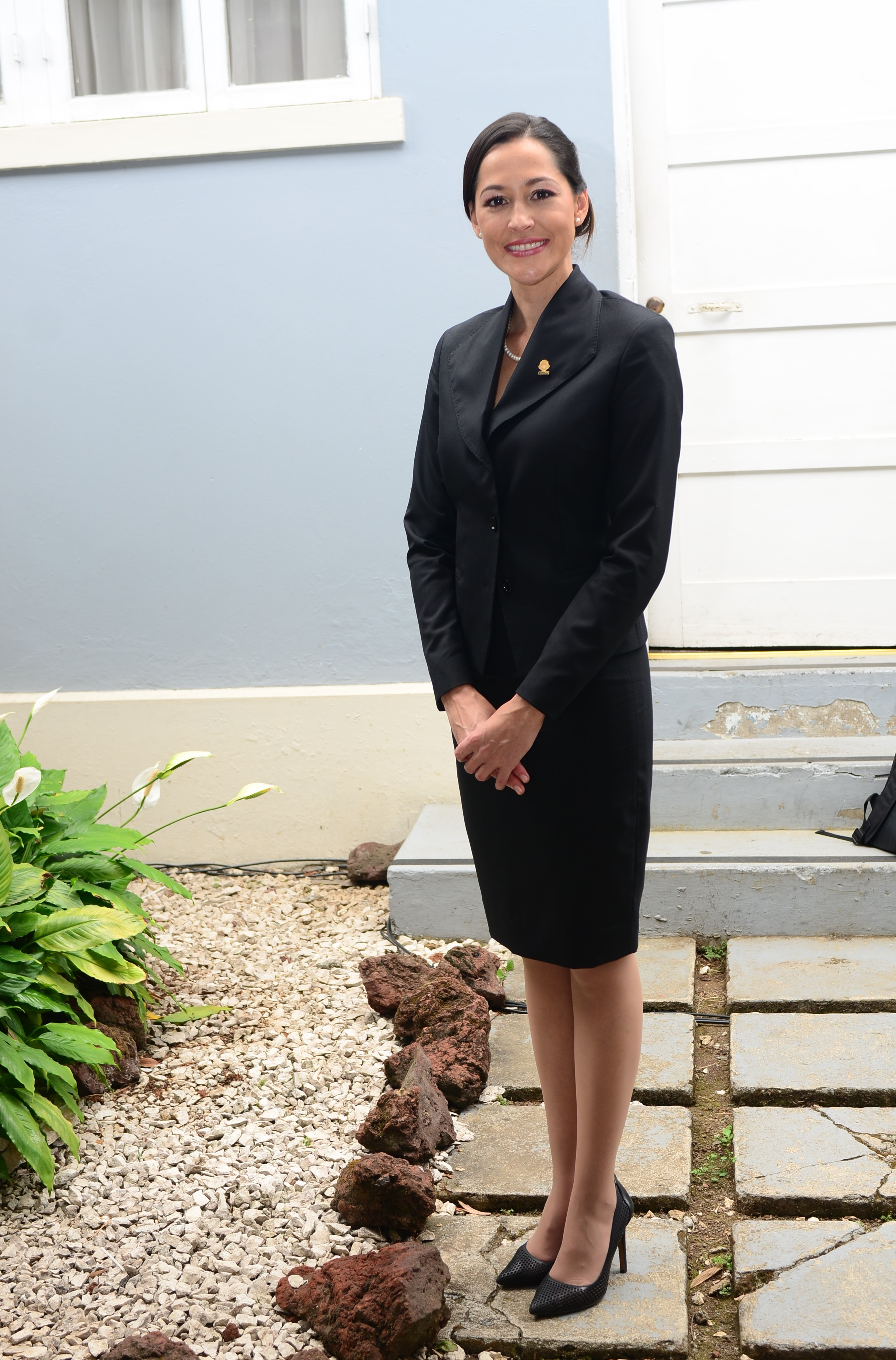
Die costa-ricanische Abgeordnete María Inés Solís Quirós im schwarzen Kostüm, 2018

Unter einem Kostüm ist in der Damenmode eine aufeinander abgestimmte Kombination aus Blazer und Rock zu verstehen. 
Diese in England kreierte Kleidung war in der zweiten Hälfte des 19. Jahrhunderts eine bedeutende Neuerung und wurde relativ schnell Bestandteil der Garderobe vieler im Berufsleben stehender Frauen. In der Zeit nach dem Ersten Weltkrieg näherte sich die Kostümjacke immer mehr dem männlichen Vorbild an; zugleich gewannen Hosenröcke bzw. Hosen zunehmend an Bedeutung. 
1954 präsentierte Coco Chanel ihre Interpretation der Kombination, das Chanel-Kostüm. 
Das Kostüm wird heute nicht nur weiterhin im Geschäftsleben getragen, sondern wird auch von einigen Unternehmen als Arbeitskleidung genutzt.
Wenn Mantel oder Jacke sowie Rock aus dem gleichen Stoff bestehen, wird die Kombination auch als Komplet bezeichnet.

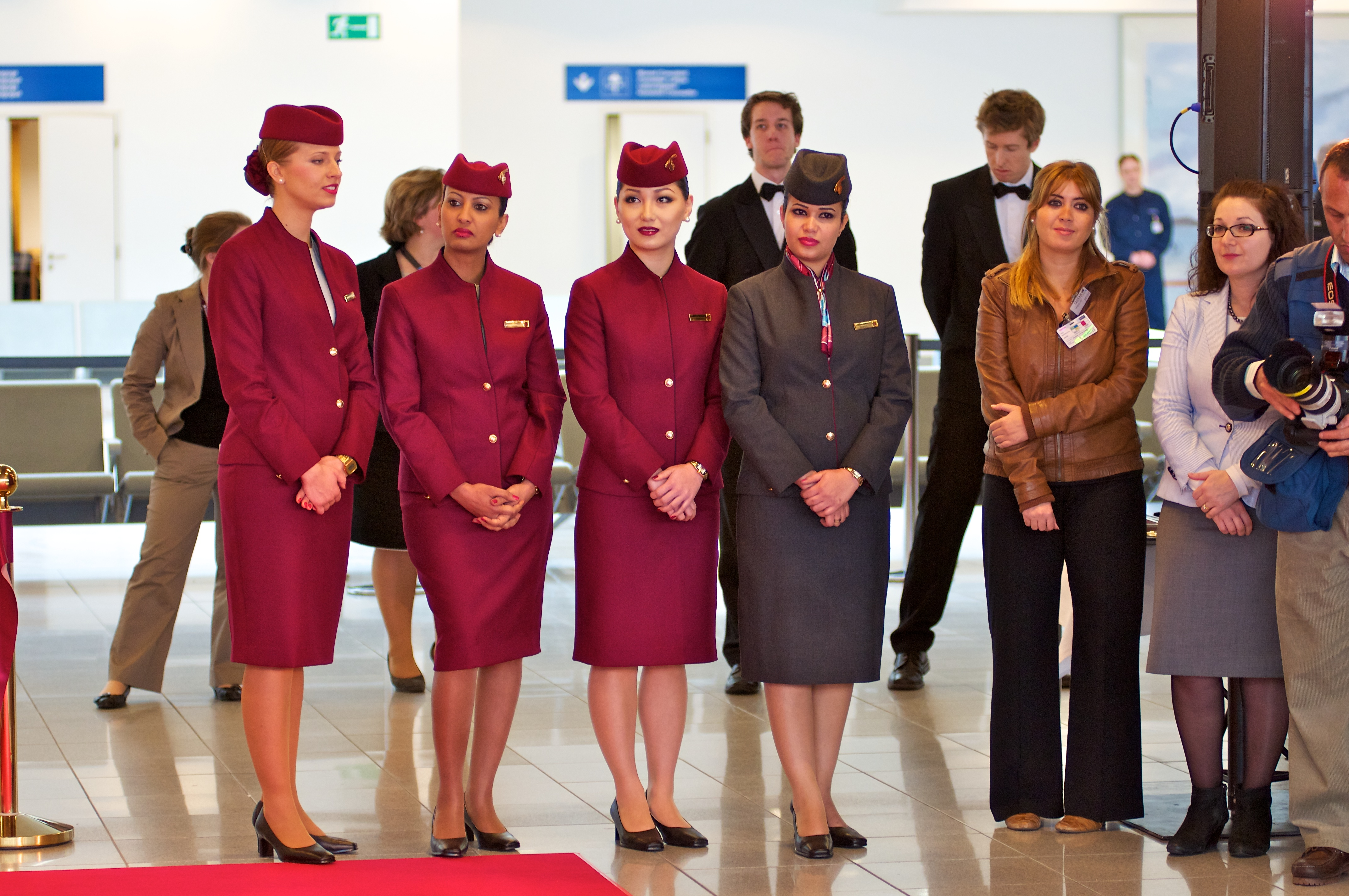
Bei einige Berufsgruppen, wie beispielsweise Stewardessen, wird das Kostüm als Uniform genutzt